# Öjemossen
Öjemossen este o arie protejată (arie specială de conservare — SAC, sit de importanță comunitară — SCI, arie de protecție specială avifaunistică — SPA) din Suedia întinsă pe o suprafață de 723,2 ha, integral pe uscat.

## Localizare
Centrul sitului Öjemossen este situat la coordonatele 58°46′37″N 12°03′25″E / 58.777°N 12.0569°E.

## Înființare
Situl Öjemossen a fost declarat sit de importanță comunitară în iulie 2000 pentru a proteja 5 specii de animale. Alte tipuri de protecție:
- arie de protecție specială avifaunistică (în ianuarie 2002)[2]
- arie specială de conservare (în martie 2011)[1][3][4]

## Biodiversitate
Situată în ecoregiunea boreală, aria protejată conține 2 habitate naturale: Lacuri și iazuri distrofice naturale, Turbării active.
La baza desemnării sitului se află mai multe specii protejate de  păsări (5): cufundar mic (Gavia stellata), culic mare (Numenius arquata), ploier auriu (Pluvialis apricaria), cocoșul de mesteacăn (Tetrao tetrix tetrix), fluierar de mlaștină (Tringa glareola).